# Polystichum thomsonii
Polystichum thomsonii là một loài thực vật có mạch trong họ Dryopteridaceae. Loài này được (Hook. f.) Bedd. miêu tả khoa học đầu tiên năm 1866.